# Putinești
Putinești è un comune della Moldavia situato nel distretto di Florești di 1.836 abitanti al censimento del 2004